# 18510 Chasles
18510 Chasles è un asteroide della fascia principale. Scoperto nel 1996, presenta un'orbita caratterizzata da un semiasse maggiore pari a 2,6621700 UA e da un'eccentricità di 0,1368615, inclinata di 2,78726° rispetto all'eclittica.